# Neo-schumpeteriaanse school
De neo-schumpeteriaanse school is een stroming in de economische wetenschap die technologische innovatie centraal stelt in de verklaring van economische groei en transformatie . De stroming is geïnspireerd door het werk van Joseph Schumpeter waarin de continue toepassing van technologische veranderingen de drijfveer is van economische groei, in een proces dat creatieve destructie genoemd werd.   Waar Schumpeter de term ondernemersgeest gebruikte om te verklaren waarom ondernemers innoveren, zoekt de neo-schumpeteriaanse school de verklaring van technologische innovaties in strategieën van bedrijven, universiteiten en overheden zoals investering in onderzoek en ontwikkeling en het wetenschaps- en technologiebeleid van overheden. 

## Oorsprong en ontwikkeling
Tijdens en vlak na de Tweede Wereldoorlog kregen beleidsmakers steeds meer oog voor het belang van wetenschaps- en technologiebeleid. De ontwikkeling van een internationaal systeem van nationale rekeningen in de jaren 1950 en een systeem van indicatoren van wetenschap en technologie in de jaren 1960 (het handboek van Frascati) maakten het mogelijk om de relatie tussen economische groei en uitgaven op het gebied van wetenschap en technologie kwantitatief te onderzoeken.  De inzichten van Schumpeter inspireerden verschillende onderzoekers die zich vanaf de jaren 1980 organiseerden in de International Schumpeter Society, het wetenschappelijk tijdschrift Journal of Evolutionary Economics en jaarlijkse bijeenkomsten zoals de DRUID-congressen. 

## Invloedrijke economen
Christopher Freeman, oprichter van de Science Policy Research Unit aan de Universiteit van Sussex, was een van de eerste invloedrijke economen die zich liet inspireren door het gedachtegoed van Schumpeter om de rol van innovatie voor economische groei te bestuderen. Luc Soete, oprichter van het Maastricht Economic Research Institute on Innovation and Technology (UNU-MERIT), en Bart Verspagen zijn bekende economen van deze school in het Nederlandse taalgebied. Arnold Heertje was de eerste voorzitter van de International Joseph A. Schumpeter Society, een vereniging die zich inzet om onderzoek te bevorderen naar de dynamiek van structurele veranderingen, waarbij het gedachtegoed van Schumpeter een inspiratiebron is.

## Uitgangspunten
Het tijdschrift Journal of Evolutionary Economics presenteert zich als het forum voor de neo-schumpeteriaanse school.  Daarin wordt de stroming gedefinieerd door de thema´s die onderzocht worden: economische en technologische veranderingsprocessen en hun bestuurbaarheid. De volgende uitgangspunten zijn representatief:
- Individuen zijn niet-rationeel. De rationelekeuzetheorie is van weinig nut bij het verklaren van innovaties. Schumpeter zelf gebruikte de term ondernemersgeest om innoverend gedrag te verklaren.
- De wereld is complex. De relatie tussen technologische verandering en economische groei vereist een samenhangende benadering vanuit verschillende maatschappijwetenschappen.
- Het 'hart' van de economie is productie.
- Economieën veranderen door technologische innovatie.
- Beleidsaanbevelingen richten zich op het verbeteren van wetenschaps- en technologiebeleid, alsmede het beleid om de ondernemerszin en ondernemerscapaciteiten te bevorderen.